# Biserica „Sfinții Apostoli Pavel și Petru” din Boghiceni
Biserica „Sf. Apostoli Pavel și Petru” este o biserică amplasată în Boghiceni, raionul Hîncești, Republica Moldova. Este un monument arhitectural de importanță națională inclus în Registrul monumentelor Republicii Moldova ocrotite de stat cu nr. 550 (raionul Hîncești). Datează din 1884.